# San Martín Sacatepéquez
San Martín Sacatepéquez – miasto w Gwatemali, w departamencie Quetzaltenango, położone około 20 km na zachód od stolicy departamentu miasta Quetzaltenango.  Miasto leży w górach Sierra Madre de Chiapas, na wysokości 2469 m n.p.m. Jest zamieszkane głównie przez ludność mówiącą w języku mam. Według danych szacunkowych w 2012 roku miejscowość liczyła 4273 mieszkańców.

## Gmina San Martín Sacatepéquez
Jest siedzibą władz gminy o tej samej nazwie, która jest jedną z 24 gmin w departamencie. Gmina w 2012 roku liczyła 26 272 mieszkańców. Średnie wyniesienie gminy nad poziom morza wynosi 2469 metrów.
Gmina jak na warunki Gwatemali jest średniej wielkości, a jej powierzchnia obejmuje 100 km². Ludność gminy utrzymuje się głównie z uprawy roli (50%), hodowli zwierząt (10%) i rzemiosła artystycznego. W rolnictwie dominuje uprawa kukurydzy (45%), uprawa warzyw, a w hodowli bydło mięsne.
Klimat gminy jest równikowy, według klasyfikacji Wladimira Köppena, należy do klimatów tropikalnych monsunowych (Am), z wyraźną porą deszczową występującą od maja do października. Roczne opady zawierają się w przedziale pomiędzy 2000 a 4000 mm. Ze względu na wyniesienie nad poziom morza amplituda temperatur jest duża i oscyluje w granicach 5-25 °C. Średnioroczna temperatura wynosi około 15 °C. Większość terenu nieuprawianego pokryta jest dżunglą.